# Bettina Zipp
Bettina Zipp, po mężu  Augenstein (ur. 29 kwietnia 1972 w Heidelbergu) – niemiecka lekkoatletka, sprinterka, złota medalistka mistrzostw Europy.

## Kariera sportowa
Zdobyła brązowy medal w biegu na 100 metrów na mistrzostwach Europy juniorów w 1991 w Salonikach. Odpadła w eliminacjach biegu na 60 metrów na halowych mistrzostwach Europy w 1992 w Genui. Zajęła 5. miejsce w sztafecie 4 × 100 metrów na mistrzostwach świata w 1993 w Stuttgarcie. Na halowych mistrzostwach Europy w 1994 w Paryżu odpadła w półfinale biegu na 60 metrów.
Zdobyła zloty medal w sztafecie 4 × 100 metrów (która biegła w składzie: Melanie Paschke, Zipp, Silke-Beate Knoll i Silke Lichtenhagen), a także odpadła w półfinale biegu na 100 metrów na mistrzostwach Europy w 1994 w Helsinkach.
Zipp była wicemistrzynią Niemiec w biegu na 100 metrów w 1994 oraz brązową medalistką w 1993. W hali była mistrzynią Niemiec w biegu sztafetowym w 1996 oraz wicemistrzynią w biegu na 60 metrów w 1994 i 1996.

## Rekordy życiowe
Rekordy życiowe Zipp:
- bieg na 100 metrów – 11,39 s (1 lipca 1994, Erfurt)
- bieg na 200 metrów – 23,21 s (3 lipca 1994, Erfurt)